# Luke Freeman
Luke Anthony Freeman, född 22 mars 1992, är en engelsk fotbollsspelare som spelar för Luton Town.

## Karriär
Den 3 juli 2019 värvades Freeman av Sheffield United. Den 28 augusti 2020 blev Freeman utlånad till Nottingham Forest på ett låneavtal över säsongen 2020/2021. I januari 2022 lånades han ut till Millwall på ett låneavtal över resten av säsongen. Han skadade sig i sin debutmatch mot Fulham.
Den 4 juli 2022 värvades Freeman av Luton Town.